# Solenysa reflexilis
Solenysa reflexilis is een spinnensoort in de taxonomische indeling van de hangmatspinnen (Linyphiidae).
Het dier behoort tot het geslacht Solenysa. De wetenschappelijke naam van de soort werd voor het eerst geldig gepubliceerd in 2007 door Tu, Hirotsugu Ono & Li.